# Kyselina aminomethylfosfonová

Struktura kyselina aminomethylfosfonové při různých hodnotách pH

Kyselina aminomethylfosfonová je organická sloučenina patřící mezi fosfonové kyseliny. Je jedním z hlavních produktů rozkladu herbicidu glyfosátu. Její toxicita je podobná jako u glyfosátu (nebezpečná při koncentracích nad 0,0005 ppm). V laboratoři může být dále rozložena oxidem manganičitým, který se však v půdě obvykle nachází pouze ve stopových množstvích. Častější je mikrobiální rozklad na kyselinu fosforečnou a dále na oxid uhličitý a anorganický fosfát.